# Amalie Mittell

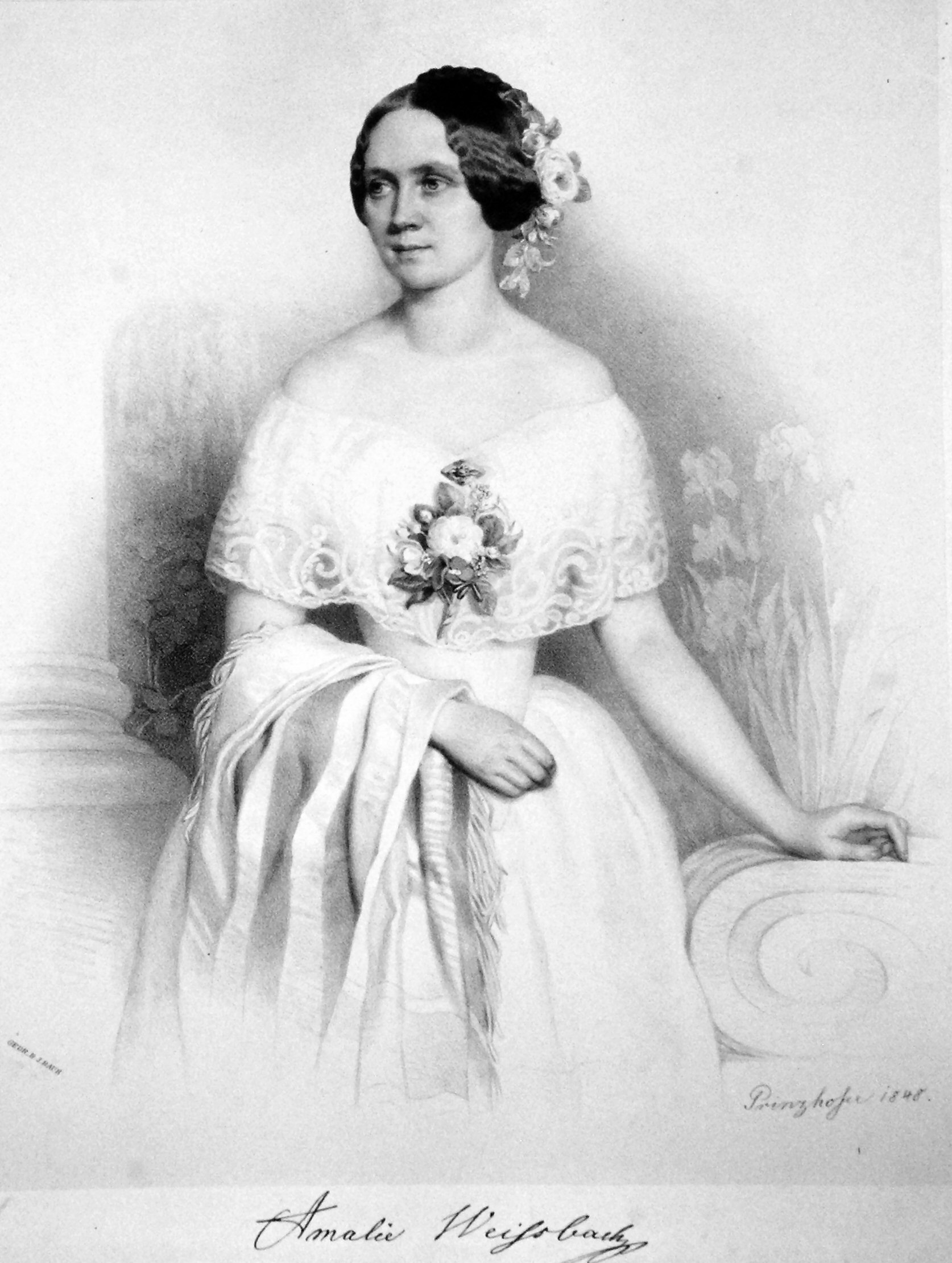
Amalie Weißbach (1848)

Amalie Mittell (geb. als Amalie Weißbach um 1830; † 6. Oktober 1885 in Hannover) war eine deutsche Theaterschauspielerin.

## Leben
Amalie war Schauspieler am Stadttheater in Hamburg, dann in Prag und seit 1846 in Wien, erst am Theater an der Wien, dann am Carltheater. 1856 hatte sie ein Engagement in Riga, 1857 in Pest und 1859 in Schwerin. Von 1860 bis 1880 gehörte sie zum Ensemble des Theaters in Hannover und erhielt den Titel einer hannoveranischen Hofschauspielerin. 
Amalie Mittell war die erste Ehefrau des Theaterschauspielers Carl Joseph Mittell und wurde um 1860 von ihm geschieden.